# アルテンリート
アルテンリート (ドイツ語: Altenriet) は、ドイツ連邦共和国バーデン＝ヴュルテンベルク州シュトゥットガルト行政管区のエスリンゲン郡に属す町村（以下、本項では便宜上「町」と記述する）である。この町はシュトゥットガルト地方（1992年まではミッテレラー・ネッカー地方）およびシュトゥットガルト大都市圏に属し、ネッカーテンツリンゲン自治体行政連合に加盟している。

## 地理

### 位置
アルテンリートは最も面積の狭い自治体の1つである。自然環境上シェーンブーフに含まれるこの町は、ほとんどがネッカータールに向かう急な斜面にあり、シュヴェービッシェ・アルプを望む眺望が開けている。

### 自治体の構成
自治体アルテンリートには、アルテンリート以外の集落は存在しない。町域には、面積 31 ha の無人の飛地が含まれる。この飛地の森は町の中心から 4 km の位置にあり、ヴァルトドルフヘスラハ町内のシャイヒタールに存在する。

### 隣接する市町村
アルテンリートは、北はシュライトドルフ、東と南はネッカーテンツリンゲン（ともにエスリンゲン郡）、西はヴァルトドルフヘスラハおよびプリーズハウゼンのデルナハ地区（ともにロイトリンゲン郡）と境を接している。

### 土地利用
2020年現在のこの町の用途別土地面積および占有率は以下の通りである。
| 用途         | 面積 (ha) | 占有率 (%) |
| ------------ | --------- | ---------- |
| 住宅用地     | 28        | 8.5        |
| 商工業用地   | 3         | 1.0        |
| レジャー用地 | 5         | 1.5        |
| 交通用地     | 28        | 8.3        |
| 農業用地     | 217       | 64.6       |
| 森林         | 43        | 12.8       |
| 水域         | 1         | 0.2        |
| その他       | 10        | 3.0        |
| 合計         | 335       | 100.0      |

### 保護区
アルテンリートの東部には、「ネッカーテンツリンゲン行政区域のネッカータール、エルムスタールおよびアウトムートタール景観保護区」の一部がかかる。シュテングリヒ耕作地の無人の飛地は「シャイヒタール自然保護区」および「シェーンブーフ自然保護区」に含まれており、景観保護区、FFH-保護区、鳥類保護区として自然公園に指定されている。

## 歴史

### 中世
アルテンリートは、1100年頃に Riet という地元貴族の名前として初めて文献に記録されている。この名前は「沼地」を意味する Ried に由来すると考えられている。Rieth という名称は12世紀に確立された。地名としては元々集落ではなく（沼地の）農場を表しており、1446年に初めて文献に記録されている。1446年に用いられていた表記は Altenryet であった。1135年から1138年に成立したツヴィーファルター年代記では、1089年にツヴィーファルテン修道院が創設された際の寄進者の中に、Drutwin と Ludwig de Riet 兄弟が登場する。ライヒェンバッハの寄進台帳にも、1082年に創設されたヒルザウ修道院のライヒェンバッハ管区に対する寄進者として、12世紀後半に Liutfrido de Rieth の名前が記録されている。高権は11世紀にはおそらくアハルム伯が有していたが、12世紀からはウラッハ伯に移された。リート集落は、1344年に初めてヴュルテンベルク伯エーバーハルトに帰属すると記されている。これ以後ヴュルテンベルクが領主権を行使した。アルテンリートの裁判は、一部はウンターフォークト（下級代官）によって執行された。領主の収入は税と地産のワイン（2.25モルゲンの 1/6）だけであった。十分の一税は1448年からゲッピンゲンのオーバーホーフェン教会のものとなった。ヴュルテンベルクは農奴の男性に対して大小の重労働や支配権を主張した。女性に対する支配権は免除されていた。テュービンゲン伯からシェーンブーフを獲得したことによりヴュルテンベルクにさらなる権利がもたらされた。1383年にアルテンリートは、シェーンブーフ管区の中の集落としてシェンブーフ管区の土地台帳に記録されており、木材使用、放牧権、通行権に対する税を支払わなければならなかった。また、かつて課されていた耕地開墾の賦役の替わりに、町は穀物を納めなければならなかった。ヴュルテンベルクは1473年にいくつかの徴税権をツォレルン伯から入手した。ヴュルテンベルクはアルテンリートをオーバーアムト・テュービンゲンに編入した。アルテンリートは、18世紀にはこのオーバーアムト内のウンターアムト・ヴァルトドルフに属した。

### リート城
（アルテン）リートは、おそらく1254年から1265年までの間にヴュルテンベルク伯のものとなった、1268年にルートヴィヒ・フォン・リートとウルリヒ・フォン・リートの兄弟が「フォン・デア・ミューレ」を名乗った。これはネッカーテンツリンゲン（ネッカーブルク）近くのネッカーミューレに面した城砦を拠点としていたためである。13世紀にリート家は、現在の福音主義教会の付近に城砦を建設した。その後集落の外にノイエンリート城（新リート城）を建設した。アルテンリート城（旧リート城）は15世紀にはすでに倒壊していた。リート家は、最後の当主ルッツ・フォン・リートが1344年に城と村の所領の一部をフリードリヒ・ヘルター・フォン・シルテックに売却する14世紀まで文献に登場する。リート家はメッツィンゲン家と親戚関係にあったが、おそらく貴族ではなく、城は可処分財産であった。彼らは形成された集落内で領主権を行使した。リート家の土地所有権は1344年にフリードリヒ・ヘルター・フォン・シルテックのものとなり、古い城の残りの部分もこの家族が所有した。ヘルター家はこの城と村の所領をデンケンドルフ修道院に譲渡した。この修道院はこの集落最大の土地所有者となった。2つの大きなレーエン領地を有した。

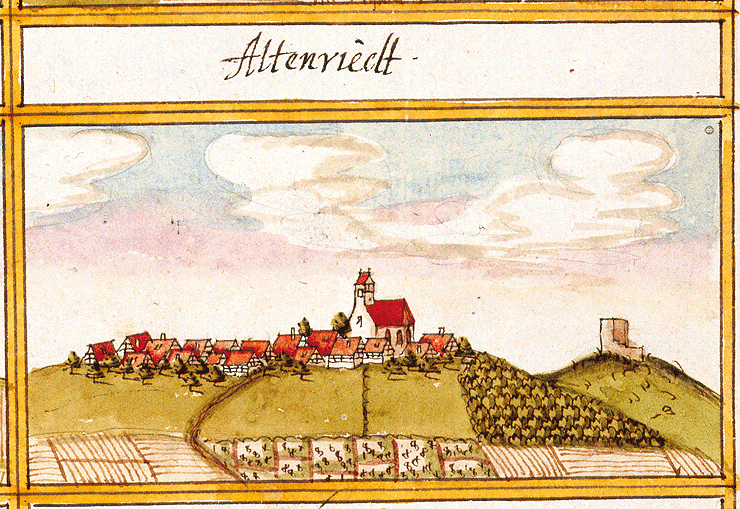
1683年頃にアンドレアス・キーザーによって描かれたアルテンリートの絵図。右端にノイエンリート城が描かれている。

### ノイエンリート城
リート家の古い城が取り壊される前から集落の東北東にノイエンリートと呼ばれる城砦が築かれており、集落の一部とともにヴュルテンベルクのレーエンとなっていた。最も古い城主はハンス・フォン・オスヴァイルである。その後いくつかの貴族家を経て、1429年にベルトルト・カイプ（1364年からこの村に所領を有していた）のものとなった。1436年にデュルナー・フォン・デュルナウ家がこのレーエンを獲得した。さらにバルバラ・フォン・オーフの手を経由して1466年にヴュルテンベルクの可処分財産となった。1525年のドイツ農民戦争で破壊されるまでに、城主は何度も入れ替わった。ベルクフリートを含む城趾は1685年まで保存されており、キーザーのフォルストカルテ（直訳: 森林絵図）に描かれている。この城と、特にネッカーテンツリンゲン町内のマイアーホーフを含むそれに付随する所領は非課税地であった。

### 教会施設
中世から近世にかけて多くの宗教施設がアルテンリートに所領を有していた。デンケンドルフ修道院の他に、中世にはライヒェナウ修道院やプフリンゲン修道院もこの集落に所領を持っていた。ニュルティンゲンの聖三位一体教会も4つの所領所有者のうちの1つであった。ネッカーテンツリンゲンのフリューメス教会は、集落の外に位置する1523年に初めて記録されたブドウ搾り所を有していた。さらにこの教会はノイエンリートに牧草地を有していた。ネッカーテンツリンゲンの我らが聖母教会も野原、耕作地、牧草地を有していた。この他の土地所有者としてはエスリンゲン施療院が挙げられる。1486年に村長と町が村の礼拝堂の禄の寄進者として記録されており、町の組織が15世紀に形成されていたことが示されている。アルテンリートは、ネッカーテンツリンゲン近くのネッカー川に架かる橋の建設や保守にも関わらなければならなかった。
アルテンリートは教会組織上、ネッカーテンツリンゲンのマルティンス教区に属していた。このためネッカーテンツリンゲン教区は少額の十分の一税を徴収していた。ノイエンリート近郊のマイアーホーフの土地所有者や住民も教会組織上はネッカーテンツリンゲンに属した。多額の十分の一税がゲッピンゲン近郊のオーバーホーフェン教会に支払われ、1448年からこの村の教会上の権利を行使した。礼拝堂は1365年に初めて記録され、1468年に聖マリア、聖カタリナ、聖ウルリヒを祀るカプラナイ教会として再興された。この教会は城の領域内にあったことから、地元の貴族によって創設されたと推測される。宗教改革後もアルテンリートは引き続きネッカーテンツリンゲンの司牧下にあった。しかし、時代が経つにつれてこれでは不十分となり、最終的に1684年に隣のシュライトドルフの教会区に移された。アルテンリートは1684年までネッカーテンツリンゲンとともにニュルティンゲン監督管区に属し、その後はシュライトドルフとともにテュービンゲン監督管区に属した。現在の福音主義教区教会は16世紀前半（おそらく1538年）に建設され、1737年に大規模な改築が行われた。この教会には三面が閉じた内陣室と、トレサリーやモールディングで装飾された石造りの説教壇がある。三十年戦争のしばらく後にはまだ子供達はネッカーテンツリンゲンの学校に通っていた。1676年にアルテンリートで最初の教師が記録されている。初めは冬季のみの学校であったが、17世紀になるにつれ夏の学校も開かれるようになった。町は1713年に家畜飼育者たちの家があった場所に学校を建設した。

### 経済と住民
1525年には村の17の炉に税が課されており、人口は約70人から80人であったと推測されている。1598年の徴税記録によれば、37人の住民が課税されており、人口は170人から180人に増加したと考えられる。1600年頃にはこの集落には約200人が住んでいた。三十年戦争で人口は半分近くにまで減少した。人口の回復は緩慢であった。1617年の調査ではこの村の人口は167人と報告されている。三十年戦争の惨禍の後、1654年の人口は92人にまで減少した。建物の数も減少した。1634年には94棟あったが、1655年には51棟になっていた。牧草地の経営は同じレベル（136タークヴェルク）を維持したが、農耕地（1634年: 362モルゲン）の1/5は放置された。ブドウ畑も2/3が休耕地となった（25モルゲンから9モルゲンに減少）。1661年の人口は176人、1706年の人口は228人であった。1729年の徴税記録では、住民50人、未亡人9人、地主1人に税が課されていた。合わせて61棟の課税対象建造物があった。営農面積は約819モルゲンと推定され、このうち32モルゲンが自治体の所有地であった。リネン織り職人1人、仕立屋1人、パン屋2人、桶屋1人、車屋1人、宿屋1人がいた。主な収入源は、近代の遅くまで農業であった。アルテンリートはネッカーテンツリンゲンの水車（ネッカーミューレ）を使うことが禁止されていた。この禁止は19世になって撤廃された。アルテンリートではブドウが栽培され、ネッカーテンツリンゲンのフリューメス教会が所有するブドウ搾り器が稼働していた。アルテンリートのワイン業者はこのブドウ搾り器の使用を義務づけられていた。18世紀には搾油水車も稼働していた。1802年に人口は376人となった。最後の2世紀の間に160人のアルテンリート住民が、特にアメリカに向かって移住していった。第二次世界大戦後には、特に177人の故郷を逐われた人々が移住してきたことで再び大きく増加した。町が1970年に建築用地を「開放」して割り当てを増やしたことで、新しい住民の転入が増加した。

### 行政上の帰属
この集落は伝統的にアムト・テュービンゲンのウンターアムト・ヴァルトドルフに属していた。19世紀初めのヴュルテンベルク王国の建国時にもアルテンリートの帰属はオーバーアムト・テュービンゲンのままであった。1842年からこの村はオーバーアムト・ニュルティンゲンに編入された。ナチ時代のヴュルテンベルクの郡再編により、この村は1938年に新設されたニュルティンゲン郡に属すこととなった。第二次世界大戦後、アルテンリートを含むこの郡はアメリカ管理地区となり、新設されたヴュルテンベルク＝バーデン州に属した。この州は1952年に現在のバーデン＝ヴュルテンベルク州となった。1973年の郡域再編以後アルテンリートはエスリンゲン郡の一部となった。

## 住民

### 宗教
教会組織上この集落は元々ネッカーテンツリンゲンに属していた。アルテンリートは1648年からシュライトドルフの管轄下に置かれた。宗教改革以後アルテンリートは福音主義の村となった。現在も福音主義教会だけがこの町に存在する。約990人の信者（2021年現在）が聖ウルリヒス教会で礼拝を行っている。この教会はヴュルテンベルク福音主義州教会のニュルティンゲン教会管区に属している。戦後の移住者によって増加したカトリック信者はネッカーテンツリンゲンの聖パウルス教会に属す。この教会はエスリンゲン＝ニュルティンゲン首席司祭区のネッカー＝アイヒ司牧会に属している。

### 人口推移
人口調査結果 (*)または州統計局の公式研究結果に基づく人口推移を以下に示す（この町を主たる住所地とする人口）。
| 年    | 人口（人） |
| ----- | ---------- |
| 1600  | 約 200     |
| 1654  | 約 92      |
| 1802* | 376        |
| 1861* | 404        |
| 1900* | 420        |
| 1939* | 427        |
| 1946* | 618        |
| 1961* | 639        |
| 1970* | 916        |

| 年    | 人口（人） |
| ----- | ---------- |
| 1987* | 1,445      |
| 1991  | 1,460      |
| 1995  | 1,542      |
| 2005  | 1,855      |
| 2010  | 1,933      |
| 2015  | 1,904      |
| 2020  | 2,001      |

## 行政

### 首長
19世紀以降、町のトップは「Schultheiß」と呼ばれていた。1930年12月1日にヴュルテンベルクの公式な職名「Bürgermeister」に置き換えられた。
第二次世界大戦以後の首長を列記する。
- 1945年 - 1966年: エミール・ノイシェラー、1945年4月28日に暫定的に委嘱され、1946年に公式に就任した。
- 1966年 - 2002年: ヘルベルト・ジロシュ
- 2002年 - : ベルント・ミュラー

### 議会
アルテンリートの町議会は10議席からなる。町議会は、これらの選出された名誉職の議員と議長を務める町長で構成される。町長は町議会において投票権を有している。

### 紋章
図柄: 頂部は青地でその中に2つの金のプレッツェル。その下の主部は金地で、赤い舌を出して飛びかかろうとする黒い猟犬。
ニュルティンゲン郡の郷土誌（1953年）には紋章について以下の記述がある: 1931年に採用された町の紋章は、2つの金のプレッツェルが描かれた青地の下が金地で飛び跳ねようとする黒い犬が描かれている。

## 文化と見所

### 音楽
アルテンリートの最も古いクラブが1888年に設立されたリーダークランツである。このクラブは男声合唱団で、2011年から混声合唱団「アウフゲホルフト」とともに合唱プロジェクトに参加している。

### 建築
教区教会は16世紀、おそらくは1538年に建造された。宗教改革後に身廊の西と北の2階席、内陣のオルガン席、内陣アーチ南側の説教壇、木造の聖具室が設けられ、1737年に改築された。1957年から1958年にこれらの装備をすべて撤去して完全に屋根を張り替える全面改修工事が行われた。これにより、西二階席、説教壇、祭壇が新設された他、ルドルフ・イェーリンがデザインした3枚の内陣のステンドグラス（中央に洗礼者ヨハネ、裁きの場のイエス、十字架、復活: 両側には使徒たちと、左はエジプトへの逃避行と盲人の治癒、右はマリアとマルタなどが描かれている）が設けられた。

### 自然文化財
集落の南に古い砂岩の採石場がある。ここは放棄され、草が生い茂った状態になった。現在は自然文化財に指定されている。

### スポーツクラブ
アルテンリートには TSV アルテンリート（体操およびスポーツクラブ・アルテンリート）がある。ジュニア・サッカーチームは人数不足のため SpVgg. ゲルマニア・シュライトドルフとスポーツ共同体を形成している。この他のスポーツクラブとしては、1976年に設立された TV アルテンリートと2013年から存在する乗馬クラブ RV アルテンリートがある。

### 年中行事
- 復活祭の1週間前に、340年前から知られる伝統的なブレーツェルマルクト（プレッツェルマーケット）が開催される。ノイエンリート城に関する伝承によれば、プレッツェルはこの地で発明された。祭のハイライトは、ノイエンリート城でプレッツェルが発明されたという伝承を表現した伝統的な車を含む棕櫚の日曜日のパレードである。
- 9月の最終週の週末に、TSV アルテンリートがシュラハトフェスト[訳注 1]を開催している。

## 経済と社会資本

### 地元企業
19世紀から20世紀にかけて、砂岩の採石業と紡績業が重要な経済因子であった。砂岩の切り出しは1936年に廃業された。現在アルテンリートには小さな産業地区と、家具・設備会社が1社存在するだけである。

### 交通
アルテンリートは、VVSが運行するバス路線75号（デガーロッホ - ベルンハウゼン - アイヒ - ヴァルトドルフ）、188号（ニュルティンゲン - アルトドルフ - ネッカーテンツリンゲン - シュライトドルフ）および189号（ネッカーテンツリンゲン - ネッカータイルフィンゲン - シュライトドルフ）が利用できる。町内には4つの停留所がある。テュービンゲンからシュトゥットガルトに至る連邦道27号線（B27号線）は約 4 km 離れたヴァルトドルフヘスラハ付近を通っている。この道路を経由してシュトゥットガルト空港や連邦アウトバーン8号線へ約20分で到達できる。
アルテンリートには駅がない。最寄りの駅はベンプフリンゲンとデッテンハウゼンにある。公共交通機関でニュルティンゲンやフィルダーシュタット＝ベルンハウゼンの駅に行くことができる。

### 広域遊歩道
有名なヤコブの巡礼路のタウバー - ネッカー区間がアルテンリートを通っている。この道はシュライトドルフ方面から来てヘレンバッハ川をプファルブブリュックレで渡る。そこから町の中心部を通って、鉄製の歩行者専用橋でメルツェンバッハ川を渡り、町域を離れる。そこからは、シュヴェービシェ・アルプを超えてコンスタンツに至り、スイス、フランス、スペインを通ってサンティアゴ・デ・コンポステーラに至る。この道には青 - 金のホタテ貝の標識が設けられており、光の束が行き先を指し示している。

### ポンプ貯水池
1914年から1915年にアルテンリートに旧グミンダー綿糸紡績工場によってポンプ貯水池が設けられた。これはネッカーテンツリンゲンからネッカー川の水を汲み上げ、ネッカーテンスリンゲン水力発電所のタービンを稼働させるためのものであった。この揚水発電施設は、この種のものとしてはヨーロッパで最初のものであった。1998年にポンプ貯水池が取り壊された後、かつての敷地に住宅地が整備された。

### 教育
アルテンリートには幼稚園が2園と基礎課程学校が1校ある。基礎課程学校卒業後の生徒は通常、ネッカーテンツリンゲン学校センターの学校かヴァルトドルフヘスラハのグスタフ＝ヴェルナー＝ゲマインシュフツシューレに進学する。2003年9月から私立の自由基礎課程学校（シュールヴェルクシュタット e.V.、活きた学習のための自由学校）もある。この学校はバーデン＝ヴュルテンベルク州の学校教育計画の要件を満たしており、モンテッソーリ教育による教育を行っている。

### メディア
公的な広報組織は、ネッカーテンツリンゲン自治体行政連合の広報紙である。ローカルな日刊紙として、ニュルティンガー・ツァイトゥングが刊行されている。

### 公的施設
アルテンリート消防団は、公的な要請に応じて町内の消火活動や救護活動を行っている。消防団は、実働部門、青年消防団、シニアグループで形成されている。

### 遊戯広場
町には子供のための遊戯広場が5つある。町は、スポーツ施設近くの「シュライフェ」に公共のボウル＝スポーツフィールドを提供している。

### 廃棄物処理
廃棄物処理はエスリンゲン郡の廃棄物処理会社が担当している。有機ゴミ、家庭ゴミ、紙類を分別収集している。グリューナー・プンクトが表示された包装材は、いわゆるゲルバー・ザック（直訳: 黄色い袋）で収集される。粗大ゴミは年2回引換券を提示することで無料回収され、あるいは処分場へ持ち込みも可能である。処分場では電化製品や金属製品、再利用可能な素材も引き取ってもらうことができる。電球や塗料などの特別な廃棄物については問題物収集が行われる。

### 上水道
アルテンリートはアンマータール＝シェーンブーフグループ水供給目的連合に加盟している。この目的連合は、町にボーデン湖からの水を供給している。

## 人物

### ゆかりの人物
- ドミニツ・マロフ（1987年 - ）サッカー選手。ニュルティンゲン生まれ、アルテンリートで育った。

## 関連図書
- August Friedrich Pauly, ed (1848). “Altenrieth”. Beschreibung des Oberamts Nürtingen. Die Württembergischen Oberamtsbeschreibungen 1824–1886. Band 25. Stuttgart / Tübingen: Cotta’sche Verlagsbuchhandlung. pp. 141–144
- Hans Schwenkel (1953). Heimatbuch des Kreises Nürtingen. Band 2. Würzburg. pp. 93–107
- Landesarchiv Baden-Württemberg i. V., Landkreis Esslingen, ed (2009). Der Landkreis Esslingen, Band 1. Ostfildern: Jan Thorbecke Verlag. pp. 300–310. ISBN 978-3-7995-0842-1